# 艷玫華彩
艷玫華彩，是日本純種競賽馬匹。生涯活躍於中長途戰線，曾勝出目2022年秋華賞及2024年女皇伊利沙伯二世盃。

## 出賽前
2019年1月18出生於北海道安平町北部牧場，成長途中於一口馬主俱樂部Sunday Racing Co. Ltd.進行馬主募集。
其後交由栗東訓練中心練馬師高野友和訓練。

## 競賽生涯

### 2歲
2021年6月6日出戰中京競馬場2歲新馬戰，但於直路上未能追上領放的Breathlessly，最終以第二完賽，
6月26日出戰2歲未勝利戰，保持於有利位置追走之下於直路成功衝出突放，最終拉開後方賽駒2 1/2馬位取得首勝。
其後陸續挑戰新潟兩歲錦標、皇家沙特阿拉伯盃及每日盃兩歲錦標均未能勝出，分別取得第五、第三及第五。

### 3歲
2022年2月13日出戰一捷馬戰日本辛夷賞作爲首戰，比賽途中選擇於中團位置逐步推進，進入直路後隨即展開強勁的攻勢，最終以頭位壓贏魔神星雲再度取得勝利。
3月21日出戰百花盃，比賽初段於先頭約莫第四的位置快步推進，進入直路後仍然由餘力爆發出全場第二快末腳，最終一直壓制一同衝出的Nishino Love Wink，以1/2馬位優勢取得首個分級賽冠軍。
贏得百花盃後並未出戰櫻花賞，而是進入短暫放草並直走優駿牝馬（日本橡樹大賽）。而由於其並未出戰任何前哨戰並剛由放草狀態歸來，因而於賽前僅得第十人氣。比賽開始後，其繼續採用先行戰術保持於前方位置，進入直路後一直加速衝刺超越對手亦保持自身的位置，最終僅被櫻花賞馬星映天下追上下爆冷奪得亞軍。
夏季再度進入放草，並於紫苑錦標復出。比賽開始後，其於一直保持在有利位置推進之下於直路輕鬆衝出，最終壓制領放馬活快美韻下率先衝刺，成功取得第二個分級賽冠軍。
10月16日出戰秋華賞，賽前落後於櫻花橡樹雙冠馬星映天下及優駿牝馬季軍匯兩川取得第三人氣。比賽開始後，前方由Bright on Base帶出，艷玫華彩於先頭第三的位置推進，匯兩川處於中團，而星映天下則於後方位置追走。比賽途中，其一直保持穩定的節奏在所處位置跟隨前方賽駒，於通過第四彎道後稍作發力。進入直路後其隨即加速，跑出不俗的速度下取得領先，其後更成功堅守位置抵擋匯兩川及星映天下的追擊，最終以1/2馬位優勢取得首個一級賽冠軍，亦爲騎師坂井瑠星帶來首個一級賽優勝。
11月13日出戰年內最後一場賽事女皇伊利沙伯二世盃，然而於最後800米時反應變得遲鈍無法響應騎師坂井的指揮，進入直路後更未能發揮其加速力，最終以第十四大敗。

### 4歲
2023年首戰爲中山紀念，雖然比賽途中一直保持於第三的先頭位置，但於直路上再度缺乏明顯的加速，最終無法保持優勢下僅獲得第五。
5月14日出戰維多利亞一哩賽，本次比賽一反常態於最後方位置追走，然而於直路上未能突破衝出，最終以第十二大敗。

### 5歲
2024年久休過後出戰大阪盃，比賽初段選擇搶佔位置進行領放，並帶出前1000米60.2秒的偏慢步速。然而進入直路後，其未能繼續於前方保持優勢，最終被其他對手超越下以第八落敗。
其後出戰維多利亞一哩賽，比賽初段保持於約莫第二、三的位置展開推進，但於直路後逐漸失速，最終以第九落敗。
稍為休養後於7月出戰皇后錦標，比賽途中選擇以前置的戰術逐步推進，並於通過最後彎道時仍然處於前方。進入直路後，其嘗試於所在位置加速並堅守於前方的優勢，可惜被追上之下以第六落敗。
11月10日出戰女皇伊利沙伯二世盃，由杜滿樂策騎。比賽開始後，其以不俗的反應衝出並進佔先頭約莫第四的位置，於比賽途中一直保持穩定的姿態，跟隨前方的賽駒前進。進入直路後，其稍微抽出外檔位置望空進行加速，最終跑出不俗的末腳速度下，成功超越前方賽駒，並阻止同樣於外檔上前的拉威爾的進擊，以2馬位優勢取得第二個一級賽冠軍，亦為時隔2年2個月的勝利。

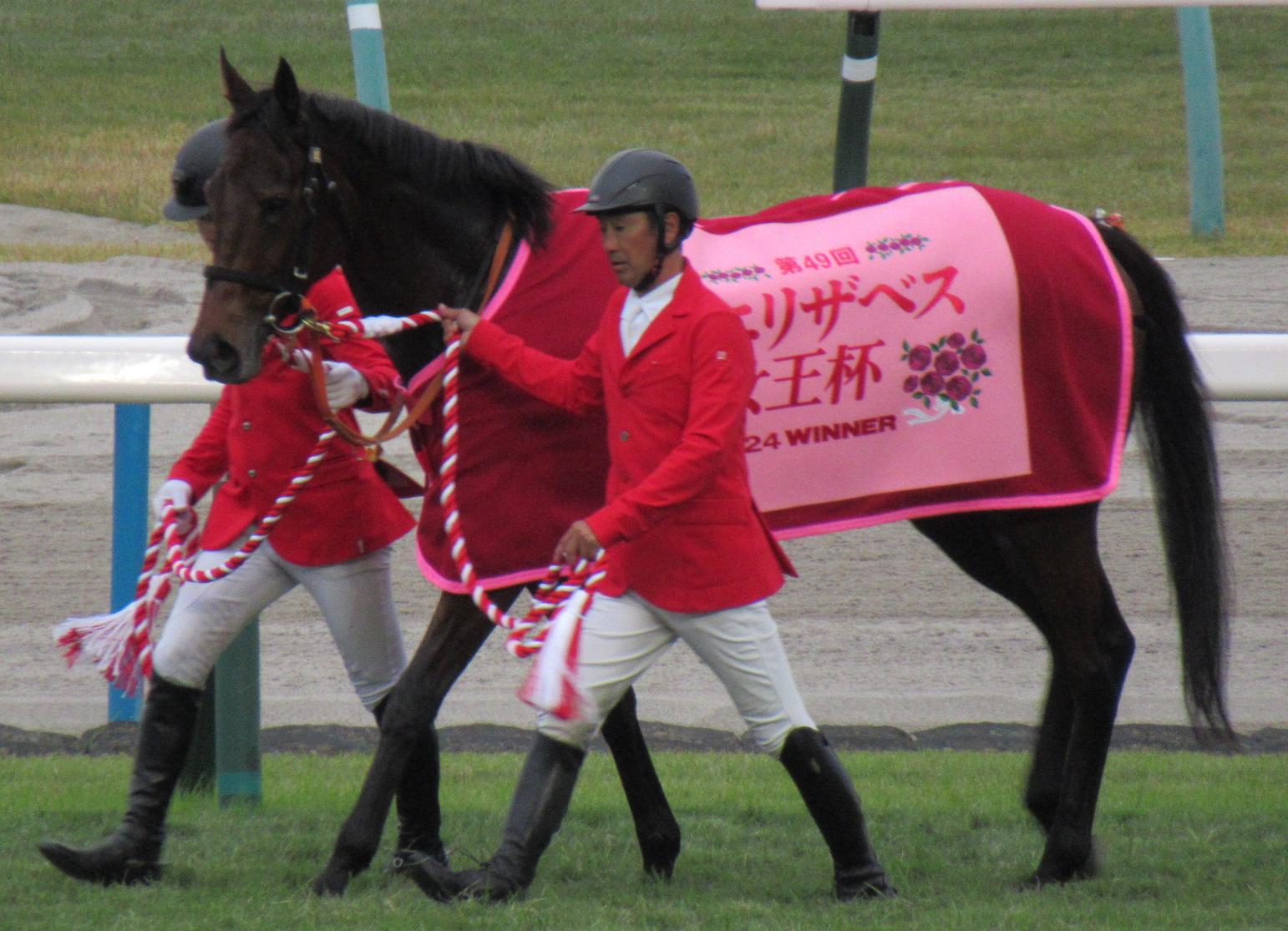
女皇伊利沙伯二世盃頒獎儀式

12月出戰有馬紀念，並以此作為退役戰。比賽開始後，其逐步由外檔位置上前進佔中團位置，初段處於外疊追走，但進入第二圈後逐步閃入有遮擋的位置等待時機。進入直路後，其進一步於中檔位置展開加速衝刺，但勢頭未及其他賽駒下一直被壓制，最終以第八落敗。
賽後，陣營按照計劃安排其退役，於12月26日取消日本中央競馬會的賽駒註冊。
年末，由於其在女皇伊利沙伯二世盃中勝出，因而在評選中以138票成為最佳4歲及以上雌馬。

### 詳細賽績
| 日期       | 舉辦國家 | 馬場 | 距離   | 級別 | 賽事名稱           | 負重 | 騎師     | 馬號 | 出馬 | 名次 | 時間   | 頭馬（二馬）          |
| ---------- | -------- | ---- | ------ | ---- | ------------------ | ---- | -------- | ---- | ---- | ---- | ------ | --------------------- |
| 6/6/2021   | 日本     | 中京 | 草1400 |      | 2歲新馬            | 54   | 吉田隼人 | 11   | 13   | 2    | 1:23.3 | Breathlessly          |
| 26/6/2021  | 日本     | 阪神 | 草1600 |      | 2歲未勝利          | 54   | 川田將雅 | 9    | 10   | 1    | 1:35.2 | （Chronicle Nova）    |
| 29/8/2021  | 日本     | 新潟 | 草1600 | GIII | 新潟兩歲錦標       | 54   | 松山弘平 | 5    | 12   | 5    | 1:34.3 | 秀逸小島              |
| 9/10/2021  | 日本     | 東京 | 草1600 | GIII | 沙特阿拉伯皇家盃   | 54   | 戶崎圭太 | 1    | 7    | 3    | 1:36.5 | 按令行事              |
| 13/11/2021 | 日本     | 阪神 | 草1600 | GII  | 每日盃兩歲錦標     | 54   | 吉田隼人 | 2    | 7    | 5    | 1:35.6 | 秀逸小島              |
| 13/2/2022  | 日本     | 阪神 | 草1600 |      | 日本辛夷賞         | 54   | 坂井瑠星 | 5    | 6    | 1    | 1:36.9 | （魔神星雲）          |
| 21/3/2022  | 日本     | 中山 | 草1800 | GIII | 百花盃             | 54   | 川田將雅 | 1    | 12   | 1    | 1:48.5 | （Nishino Love Wink） |
| 22/5/2022  | 日本     | 東京 | 草2400 | GI   | 優駿牝馬           | 55   | 連達文   | 2    | 17   | 2    | 2:24.1 | 星映天下              |
| 10/9/2022  | 日本     | 中山 | 草2000 | GIII | 紫苑錦標           | 54   | 坂井瑠星 | 12   | 12   | 1    | 1:59.9 | （活快美韻）          |
| 16/10/2022 | 日本     | 阪神 | 草2000 | GI   | 秋華賞             | 55   | 坂井瑠星 | 7    | 16   | 1    | 1:58.6 | （匯兩川）            |
| 13/11/2022 | 日本     | 阪神 | 草2200 | GI   | 女皇伊利沙伯二世盃 | 54   | 坂井瑠星 | 10   | 18   | 14   | 2:15.5 | 吉典娜                |
| 26/2023    | 日本     | 中山 | 草1800 | GII  | 中山紀念           | 55   | 吉田隼人 | 12   | 14   | 5    | 1:47.3 | 滂薄無比              |
| 14/5/2023  | 日本     | 東京 | 草1600 | GI   | 維多利亞一哩賽     | 56   | 坂井瑠星 | 5    | 16   | 12   | 1:33.0 | 前人足跡              |
| 31/3/2024  | 日本     | 阪神 | 草2000 | GI   | 大阪盃             | 56   | 西村淳也 | 5    | 16   | 8    | 1:58.7 | 寶徠歌劇              |
| 12/5/2024  | 日本     | 東京 | 草1600 | GI   | 維多利亞一哩賽     | 56   | 西村淳也 | 3    | 15   | 9    | 1:32.6 | 十歡薔薇              |
| 28/7/2024  | 日本     | 札幌 | 草1800 | GIII | 皇后錦標           | 57   | 北村友一 | 9    | 14   | 6    | 1:47.6 | 飛霞灑金              |
| 10/11/2024 | 日本     | 京都 | 草2200 | GI   | 女皇伊利沙伯二世盃 | 56   | 杜滿樂   | 11   | 17   | 1    | 2:11.1 | （拉威爾）            |
| 22/11/2024 | 日本     | 中山 | 草2500 | GI   | 有馬紀念           | 56   | 莫雅     | 13   | 15   | 8    | 2:32.4 | 蕾麗宮                |

## 退役後
退役後，艷玫華彩成為了繁殖雌馬，於北海道安平町北部牧場休養，在2025年進行配種。首匹子嗣將於2026年出生，可於2028年出賽。

## 血統簡介
父系夏威夷王爲日本賽駒，生涯戰績極爲優秀，僅得一戰未能獲勝，曾勝出一級賽NHK一哩賽及東京優駿（日本打吡），爲日本史上首匹贏得變則二冠的賽駒。祖父金滿寶爲美國生產的法國賽駒，曾三勝一級賽，亦爲近代著名種馬之一。
母系Rosa Blanca爲日本賽駒，雖然戰績不佳僅得三勝，但血統極爲優秀，出自日本名門雌系「薔薇一族」。外祖父大洋船爲美國生產的日本賽駒，於草地泥地賽事均有表現，曾勝出NHK一哩賽及日本盃泥地大賽。

### 血統表
| 父線：金滿寶系（淘金者系）                 |                          |               |                 |
| 種馬 夏威夷王 2001年（棗色）               | 金滿寶 1990年（棗色）    | 淘金者        | Raise a Native  |
| 種馬 夏威夷王 2001年（棗色）               | 金滿寶 1990年（棗色）    | 淘金者        | Gold Digger     |
| 種馬 夏威夷王 2001年（棗色）               | 金滿寶 1990年（棗色）    | Miesque       | 雷利耶夫        |
| 種馬 夏威夷王 2001年（棗色）               | 金滿寶 1990年（棗色）    | Miesque       | Pasadoble       |
| 種馬 夏威夷王 2001年（棗色）               | Manfath 1991年（深棗色） | 最後大官      | Try My Best     |
| 種馬 夏威夷王 2001年（棗色）               | Manfath 1991年（深棗色） | 最後大官      | Mill Princess   |
| 種馬 夏威夷王 2001年（棗色）               | Manfath 1991年（深棗色） | Pilot Bird    | Blakeney        |
| 種馬 夏威夷王 2001年（棗色）               | Manfath 1991年（深棗色） | Pilot Bird    | The Dancer      |
| 繁殖雌馬 Rosa Blanca 2005年（灰色）        | 大洋船 1998年（灰色）    | French Deputy | Deputy Minister |
| 繁殖雌馬 Rosa Blanca 2005年（灰色）        | 大洋船 1998年（灰色）    | French Deputy | Mitterand       |
| 繁殖雌馬 Rosa Blanca 2005年（灰色）        | 大洋船 1998年（灰色）    | Blue Avenue   | Classic Go Go   |
| 繁殖雌馬 Rosa Blanca 2005年（灰色）        | 大洋船 1998年（灰色）    | Blue Avenue   | Eliza Blue      |
| 繁殖雌馬 Rosa Blanca 2005年（灰色）        | 美少女 1998年（黑色）    | 週日寧靜      | Halo            |
| 繁殖雌馬 Rosa Blanca 2005年（灰色）        | 美少女 1998年（黑色）    | 週日寧靜      | Wishing Well    |
| 繁殖雌馬 Rosa Blanca 2005年（灰色）        | 美少女 1998年（黑色）    | Rose Colour   | Shirley Heights |
| 繁殖雌馬 Rosa Blanca 2005年（灰色）        | 美少女 1998年（黑色）    | Rose Colour   | Rosa Nay        |
| 雌系：Rosa Nay系（號族：1-w）              |                          |               |                 |
| 五代內近親交配：北地舞人 5×5、水車礁石 5×5 |                          |               |                 |

## 命名由來
名字Stunning Rose（スタニングローズ）意思是「動人的玫瑰」，聯想自母系Rosa Blanca（此名字於西班牙語的意思是白色玫瑰），香港則翻譯为「艷玫華彩」。

## 外部連結
- 艷玫華彩 netkeiba.com （页面存档备份，存于）
- 血統表 （页面存档备份，存于）